# Viện Adam Mickiewicz

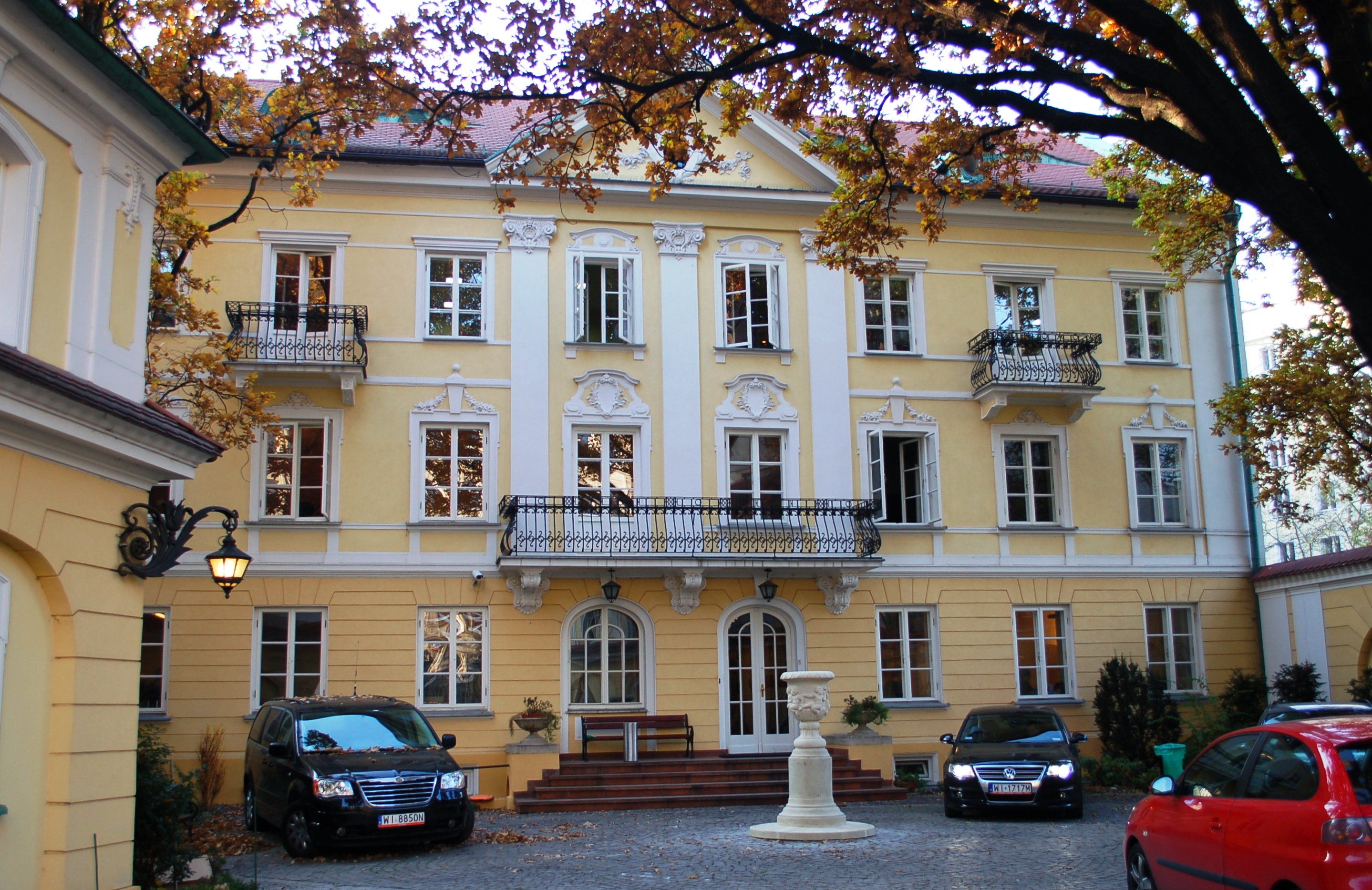
Viện Adam Mickiewicz (nằm trong "Cung điện đường"), Warsaw

Viện Adam Mickiewicz (tiếng Ba Lan: Instytut Adama Mickiewicza) là một tổ chức được chính phủ tài trợ bởi Bộ Văn hóa và Di sản Quốc gia của Ba Lan, và có trụ sở tại ulica Mokotowska 25 (Cung điện Đường) ở Warsaw.
Được đặt theo tên nhà thơ quốc gia Ba Lan Adam Mickiewicz, mục tiêu của nó là quảng bá ngôn ngữ Ba Lan và văn hóa Ba Lan ra nước ngoài. Viện vận hành một cổng thông tin song ngữ Ba Lan-Anh-Nga, "Culture.pl", được thành lập năm 2001.

## Hoạt động
Bên cạnh một số lượng lớn các nhà thơ, nhà tiểu luận, nhà văn, dịch giả, nghệ sĩ; các nhà phê bình văn học, âm nhạc và phim ảnh; và giám tuyển, Viện bao gồm Barbara Schabowska, Giám đốc (trước đây là Krzysztof Olendzki  và Paweł Potoroczyn), cũng như ba phó giám đốc và số lượng các nhà quản lý dự án và chương trình chính.
Ngoài Viện Adam Mickiewicz do Bộ Văn hóa tài trợ, còn có Viện Văn hóa Ba Lan, do Bộ Ngoại giao Ba Lan tài trợ, tại hơn 22 thành phố lớn của nước ngoài, bao gồm Berlin, Bratislava, Budapest, Bucharest, Düsseldorf, Kiev, Leipzig, London, Minsk, Moscow, Thành phố New York, Paris, Prague, Rome, Saint Petersburg, Sofia, Stockholm, Tel Aviv, Vienna, và Vilnius.
Viện Adam Mickiewicz thường xuyên hợp tác với các Viện Văn hóa Ba Lan, mỗi tổ chức độc lập với nhau và được tài trợ bởi một bộ khác nhau của chính phủ Ba Lan.

### Dự án và Chương trình(một vài dự án nổi bật)
- Polska 100 - để đánh dấu một trăm năm độc lập của Ba Lan bằng nhiều hoạt động trong sáu lĩnh vực: âm nhạc, thiết kế, nghệ thuật thị giác, phim ảnh, sân khấu và công nghệ mới.
- I, Dàn nhạc VĂN HÓA Lưu trữ ngày 5 tháng 9 năm 2019 tại Wayback Machine - dự án âm nhạc dành cho các nhạc sĩ trẻ đến từ Ba Lan, Armenia, Azerbaijan, Belarus, Georgia, Hungary, Moldova và Ukraine.[5]
- Văn hóa kỹ thuật số - để hỗ trợ sự hiện diện quốc tế của các nghệ sĩ kỹ thuật số Ba Lan (hội nghị Văn hóa kỹ thuật số là một trong những hoạt động khác trên đường đua này [6]).
- Chương trình thiết kế hàng hải [7]
- Đừng hoảng sợ! Chúng tôi đến từ Ba Lan - quảng bá âm nhạc Ba Lan đương đại ở nước ngoài

## Hình ảnh

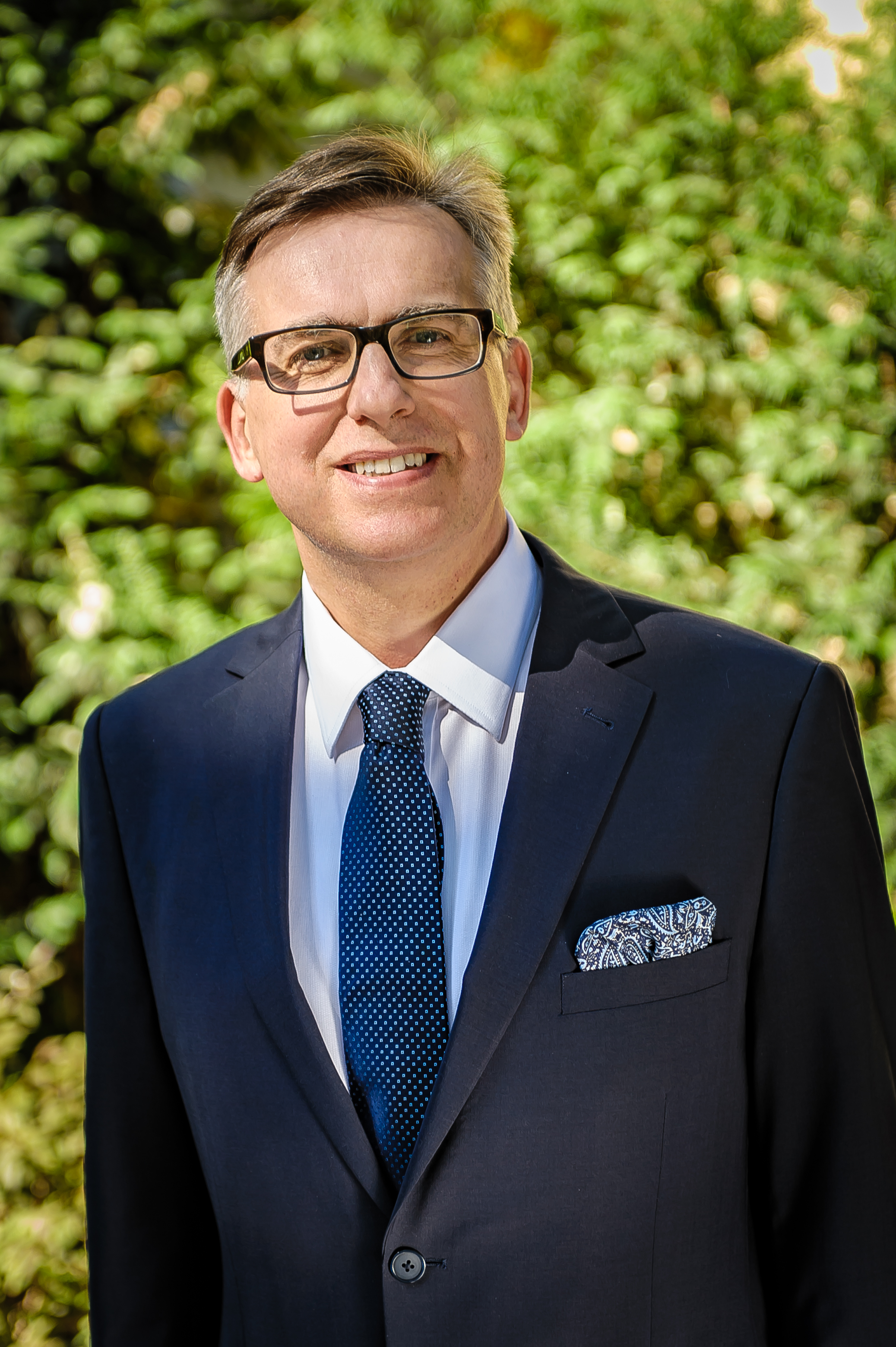
Krzysztof Olendzki - Giám đốc của Viện Adam Mickiewicz (2016 Tiết2019)
Phiên bản thứ hai của hội thảo "Văn hóa số" do Viện Adam Mickiewicz tổ chức Phiên bản thứ hai của hội thảo "Văn hóa số" do Viện Adam Mickiewicz tổ chức
Phiên bản đầu tiên của hội thảo "Văn hóa số" Phiên bản đầu tiên của hội thảo "Văn hóa số"